# Pietrafitta (Piegaro)

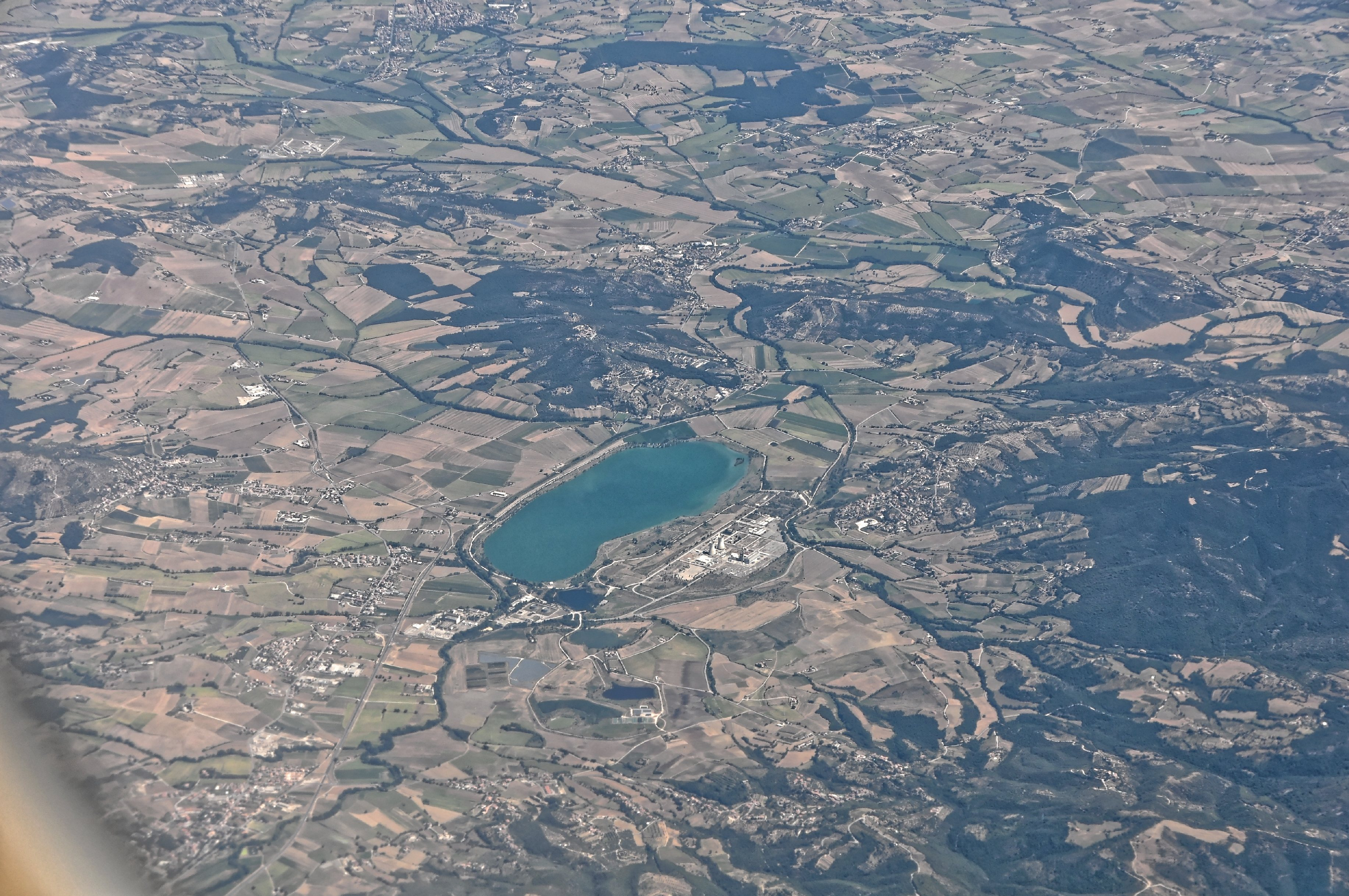
Pietrafitta dall'alto

Pietrafitta è una frazione del comune di Piegaro (PG).
Il paese è situato a 276 m s.l.m., sul pendio di un colle che domina la Valnestore. Sono 694 i residenti. Vi è collocata una potente centrale Enel per la produzione di energia elettrica intitolata a Franco Rasetti.

## Geografia fisica

### Territorio
É presente il lago di Pietrafitta, collegato artificialmente al vicino fiume Nestore, affluente del Tevere.

### Clima
| Pietrafitta (frazione di Piegaro) | Mesi | Mesi | Mesi | Mesi | Mesi | Mesi | Mesi | Mesi | Mesi | Mesi | Mesi | Mesi | Stagioni | Stagioni | Stagioni | Stagioni | Anno |
| Pietrafitta (frazione di Piegaro) | Gen  | Feb  | Mar  | Apr  | Mag  | Giu  | Lug  | Ago  | Set  | Ott  | Nov  | Dic  | Inv      | Pri      | Est      | Aut      | Anno |
| --------------------------------- | ---- | ---- | ---- | ---- | ---- | ---- | ---- | ---- | ---- | ---- | ---- | ---- | -------- | -------- | -------- | -------- | ---- |
| T. max. media (°C)                | 7,8  | 9,6  | 12,4 | 16,2 | 20,8 | 25,4 | 28,5 | 28,3 | 24,3 | 18,7 | 13,2 | 9,3  | 8,9      | 16,5     | 27,4     | 18,7     | 17,9 |
| T. media (°C)                     | 4,6  | 5,9  | 8,3  | 11,6 | 15,8 | 19,8 | 22,6 | 22,4 | 19,2 | 14,5 | 9,7  | 6,2  | 5,6      | 11,9     | 21,6     | 14,5     | 13,4 |
| T. min. media (°C)                | 1,5  | 2,2  | 4,2  | 7,0  | 10,8 | 14,3 | 16,8 | 16,6 | 14,1 | 10,3 | 6,3  | 3,2  | 2,3      | 7,3      | 15,9     | 10,2     | 8,9  |
| Precipitazioni (mm)               | 63   | 65   | 64   | 68   | 59   | 57   | 38   | 52   | 73   | 89   | 102  | 82   | 210      | 191      | 147      | 264      | 812  |

## Storia
Nella preistoria, l'area era occupata dal bacino di Tavernelle, residuo dell'antico lago Tiberino. Durante il pleistocene, la vegetazione lacustre si depositò andando a formare degli imponenti giacimenti di lignite.
I depositi organici sono ricchi di resti fossili di vertebrati, invertebrati, macroflora e pollini.
Il gran numero di mammiferi rinvenuti (elefanti, rinoceronti, antilopi) ha permesso la collocazione degli stessi nell'ambito dell'Unità Faunistica di Farneta, tipica del Pleistocene inferiore (1,6-1,4 milioni di anni fa).
In era storica, verso la metà del XII secolo, un certo numero di braccianti si stabilisce in zona, per lavorare le terre del vicino monastero benedettino. Il nome della località sembra derivare dalla caratteristica conformazione del terreno (pietra arenaria tenera) e dalla presenza di numerose cave nei dintorni. La pietra tenera ha dato origine ad un plausibile petra ficta (pietra finta), che col passare del tempo si è trasfornato nell'attuale Pietrafitta. Nel 1352, Pietrafitta fu assalita dalle truppe al soldo del conte Nolfo di Urbino, durante la cosiddetta "guerra di Bettona". Anche a seguito di questi avvenimenti, durante tutto il XIV secolo, il paese si trasformò in una vera e propria fortezza, tanto che nel 1403 Perugia dovette intervenire per indebolirne le difese, che l'avrebbero resa inespugnabile qualora fosse caduta in mano al nemico.
Con la calata dei francesi, nel 1798, Pietrafitta entrò nella zona di interesse di Panicale, e solo nel 1817 passò definitivamente al comune di Piegaro.

## Economia
Verso la fine del XIX secolo, gli imponenti giacimenti di lignite vennero scavati nella pianura sottostante al paese. La Società Terni avviò un'attività di estrazione a cielo aperto, per la produzione dell'acciaio negli altiforni ternani. Dopo la seconda guerra mondiale, nel 1958 fu costruita una centrale termoelettrica a bocca di miniera, cioè alimentata dalla lignite estratta in zona, che funzionò fino al 2001, portando all'esaurimento del giacimento lignitifero. Attualmente è in funzione una centrale a ciclo combinato alimentata a metano, per una potenza totale di 370 MW, intitolata dal 10 ottobre 2007 al fisico umbro Franco Rasetti.
Nei quaranta anni di sfruttamento minerario vennero rinvenuti e recuperati, all'interno del banco, molti resti fossili. Per la loro conservazione e valorizzazione turistico\culturale, si decise di costruire un museo ai piedi del paese. Altro contributo turistico alla zona potrà venire dal lago di Pietrafitta (13 milioni di m³ circa e una profondità massima di 15 m), lago artificiale costruito sulla depressione creata in quaranta anni di attività estrattiva e che oggi ospita una notevole quantità di fauna acquatica.

## Monumenti e luoghi d'arte

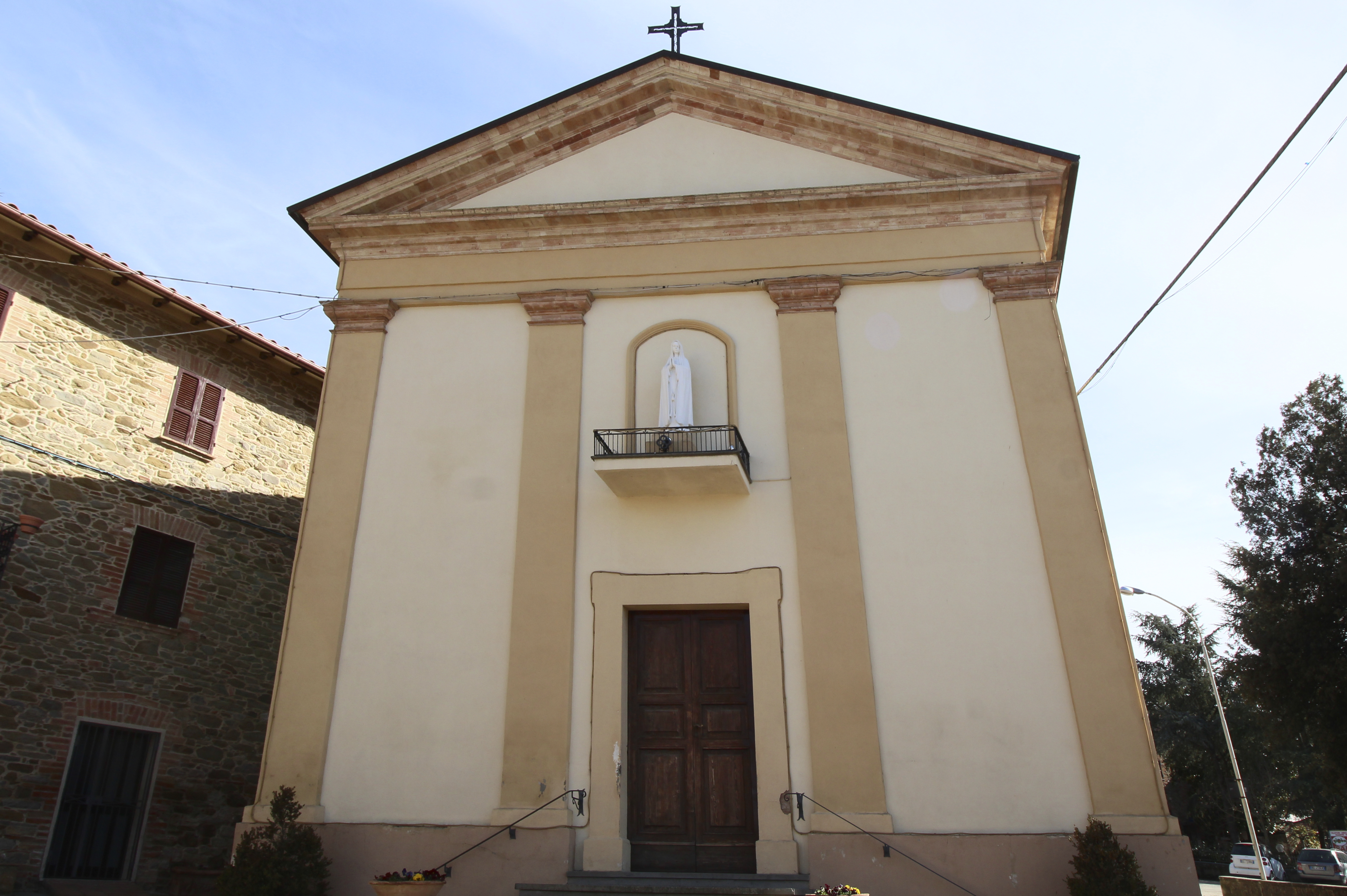
La chiesa di Santa Maria Assunta.

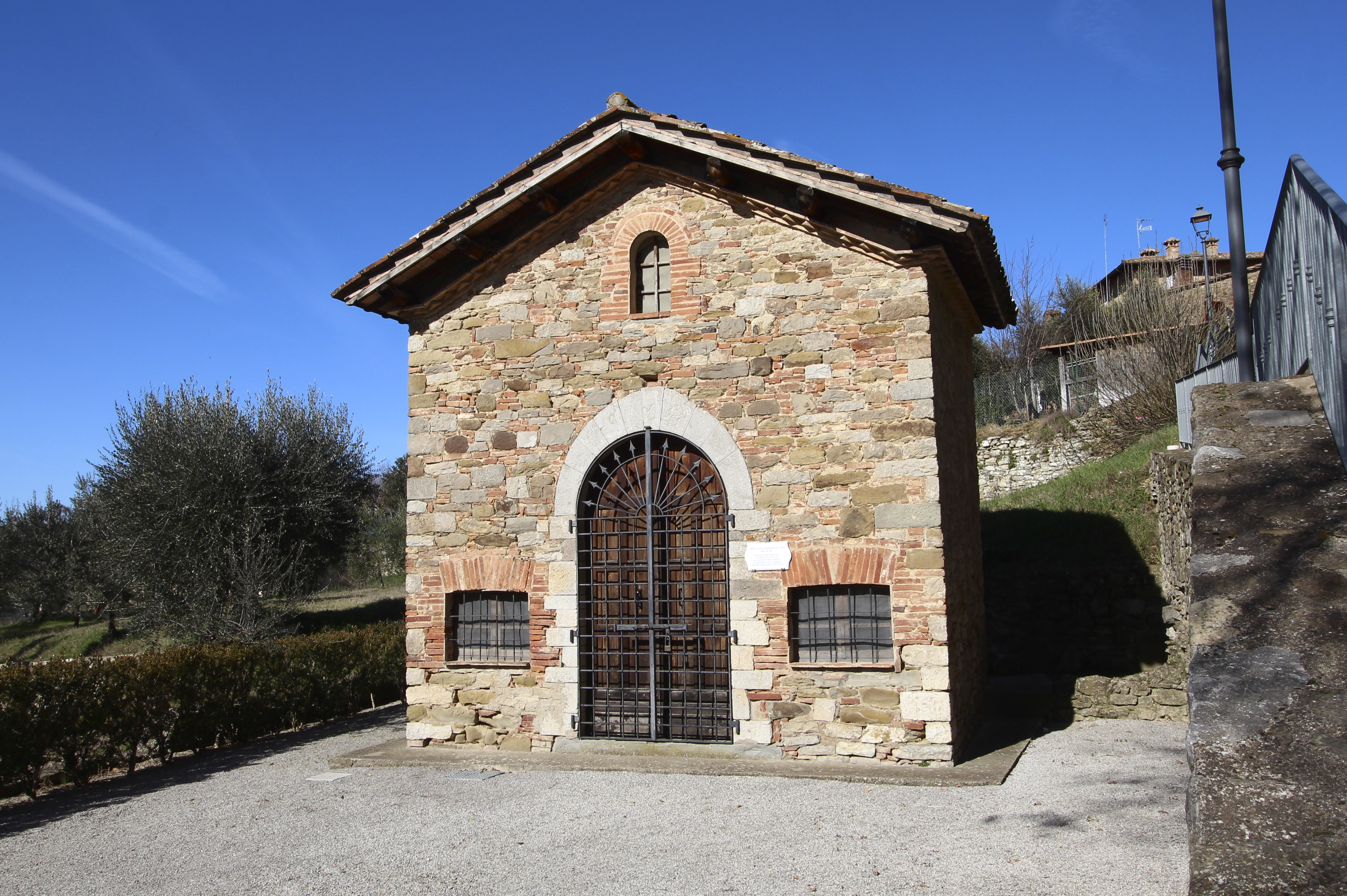
La cappella della Madonna del Fosso.

- Abbazia dei Sette Frati (XI secolo), costituita dalla chiesa benedettina, dedicata ai Sette Fratelli, in stile romanico, con cripta parzialmente interrata, da un monastero adiacente e da un cortile antistante cui si accede attraverso un arco;
- Castello, mura e torre angolare (XII secolo);
- Chiesa di S. Maria del Piano (XII secolo), di cui restano pochi ruderi fuori le mura
- Chiesa di S. Maria Assunta (1870), in stile rinascimentale, con un pregevole crocifisso ligneo seicentesco
- Cappella della Madonna del Fosso (XVI secolo), con un affresco raffigurante la Madonna col bambino tra i Santi Rocco e Sebastiano, attribuito al Perugino o alla sua scuola;
- Museo paleontologico "Luigi Boldrini", inaugurato il 14 luglio 2011, attualmente afferente al Ministero della Cultura, Direzione Regionale Musei Umbria, ospita una importante raccolta di reperti fossili di mammiferi, rettili, anfibi e insetti risalenti al Pleistocene inferiore (Apertura: Mart. Merc. Giov. Sab. Dom. 9:00 - 13:00; 15:00 - 18:30)
- Lago artificiale della centrale, di circa 15 milioni di m³ e con un perimetro di oltre 6 km, popolato da una notevole varietà di uccelli acquatici.

## Eventi
- Nel mese di aprile (dal 1995) si tiene la "Sagra degli asparagi di bosco", con piatti a base di asparago raccolto da cercatori locali e altri prodotti tipici.
- Il lago di Pietrafitta gestito da FIPSAS ha ospitato i Campionati mondiali di Carp Fishing nel 2011 e nel 2014
- Antica Fiera della Badia (presso l'Abbazia dei sette frati) documentata dal XIV secolo
- Il 15 settembre 2018 si è tenuto presso l'anfiteatro del paese il concerto-evento "PietrafittaPARK", organizzato dal trio acustico O-live trio, in collaborazione con il Circolo "Combattenti e Reduci" e INTERPAS Proloco, con il patrocinio del Comune di Piegaro. L'evento, che ha raccolto oltre 700 presenze, ha visto esibirsi sul palcoscenico il trio di musicisti pietrafittesi, affiancati da vari esponenti della nuova scena della musica live perugina.

## Sport
- U.S.D Pietrafitta (Prima Categoria) Calcio
- Ruzzolone (Dilettantistica ruzzolone Pietrafitta)
- Carpfishing FIPSAS presso il Lago di Pietrafitta.
- Interpas Pro Loco Pietrafitta

## Corpo Bandistico "LO SMERALDO"
La fondazione del Corpo Bandistico di Pietrafitta risale all'estate del 1923 con i primi servizi prestati in paese e nel vicino Montepetriolo. Il primo "Complesso" era formato da circa 35 musicisti ed era mantenuto economicamente dai membri onorari e dagli stessi musicisti che versavano 5 lire al mese e pagavano 3 lire di multa per ogni assenza ingiustificata.
Da allora la Banda con impegno ed entusiasmo ha portato avanti l'attività musicale sotto la direzione di Maestri validi e di Presidenti propositivi e coraggiosi.
Da qualche anno, inoltre, il Corpo Bandistico sta attuando un processo di rinnovamento sia organizzativo che di repertorio, questo passa anche attraverso la ricostituzione della scuola di musica, importante vivaio della Banda. È stato possibile realizzare ciò grazie alla volontà di migliorarsi e di rendere ancora solenni, attraenti e gradevoli i momenti d'incontro con la musica.
Attualmente “Lo Smeraldo” è diretto dal Maestro Giuseppe Cecchetti, la guida è affidata al Presidente Remo Toccacieli, segretario: Alessandro Zucchetti, al Consiglio formato da Martina Ricci, Anita Ciucci, Augusto Peltristo, Benedetta Ciucci, Francesca Peltristo, Giorgio Ricci, Mirco Vitali e Riccardo Cini.